# Crepereia Tryphaena

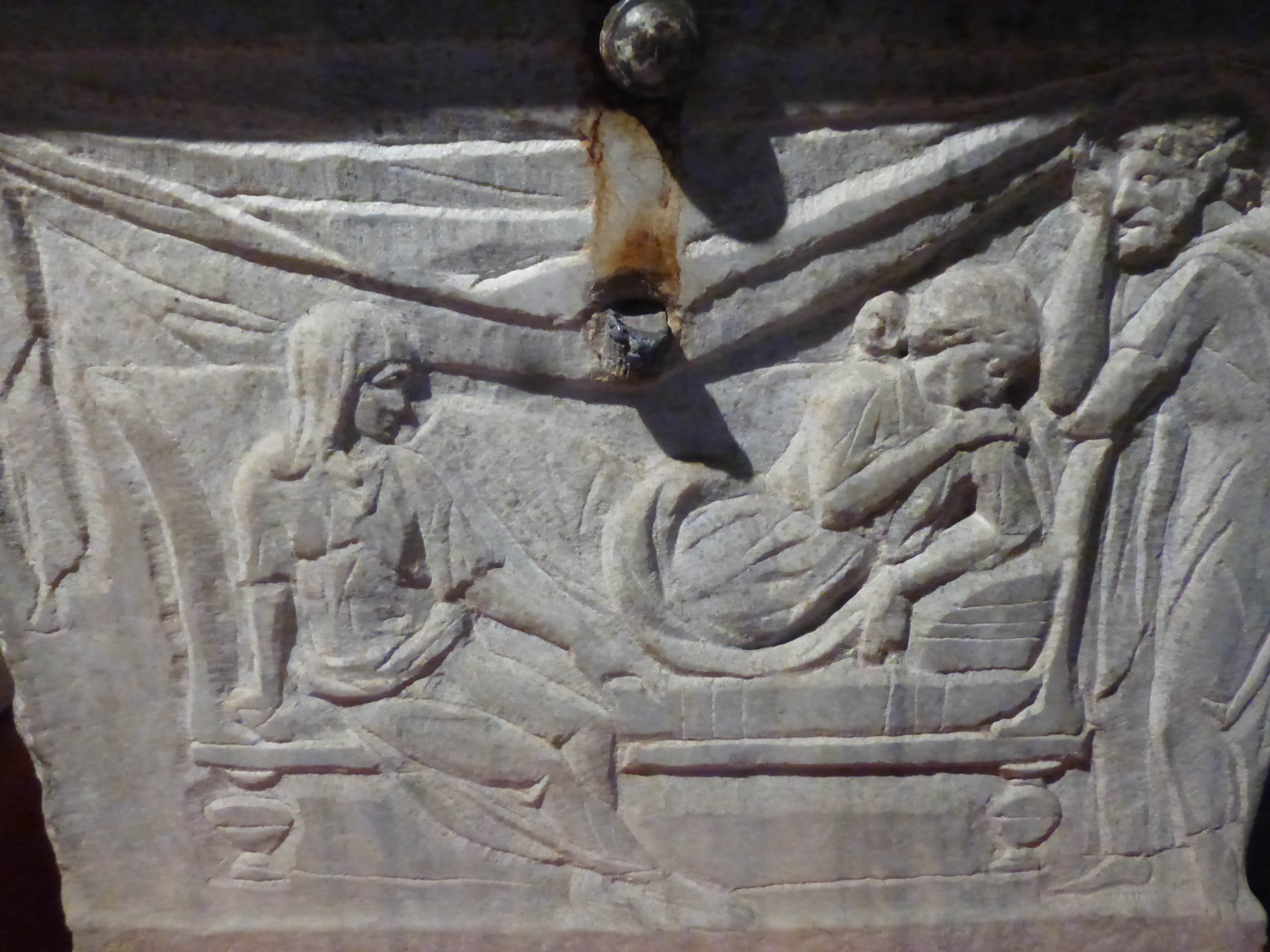
Il sarcofago di Tryphaena

La bambola di Tryphaena

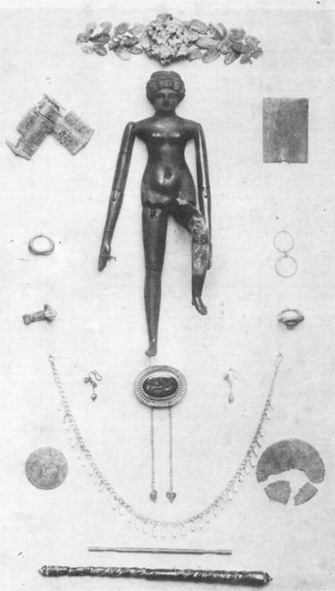
Ordinamento del corredo funebre del sarcofago di Crepereia Tryphaena ad opera dell'orafo e antiquario Augusto Castellani

Crepereia Tryphaena era il nome di una giovane donna, presumibilmente di circa 18 anni, il cui sarcofago fu rinvenuto durante i lavori di scavo iniziati nel 1889 per le fondazioni del Palazzo di Giustizia di Roma e per la costruzione del ponte Umberto I sul Tevere.

## Descrizione
Durante lo scavo vennero alla luce diversi reperti archeologici, tra i quali due sarcofagi ancora sigillati intitolati a personaggi della stessa famiglia: Crepereia Tryphaena e Crepereius Euhodus. Sulla cassa in marmo del sarcofago dedicato a Crepereia Tryphaena era «incisa di bassissimo rilievo una scena allusiva alla morte della fanciulla. La quale vi è rappresentata dormente sul letto funebre, con la testa appoggiata sulla spalla sinistra. Sulla sponda del letto, dalla parte de' piedi, è seduta una matrona velata, con lo sguardo fisso sulla defunta. Presso il capezzale figura virile clamidata, atteggiata a profondo dolore.»
Il corredo funebre, presente solo nel sarcofago di Tryphaena, appariva molto ricco di ornamenti d'oro e deposta accanto al suo scheletro vi era una bambola d'avorio, inizialmente creduta di legno di quercia, di pregevole fattura e snodabile in alcune articolazioni. 
Tryphaena fu identificata come una fanciulla vissuta nella metà del II secolo d.C. che si presentò agli occhi dei Romani accorsi, alla notizia dell'eccezionale ritrovamento, la mattina del 12 gennaio 1889 presso il ponte Umberto I, come una divinità fluviale. All'apertura del sarcofago infatti, la giovane donna, sommersa nell'acqua proveniente dal vicino fiume Tevere, appariva come una ninfa. Lasciò scritto l'archeologo Rodolfo Lanciani presente agli scavi:
Tra gioielli di Tryphaena fu ritrovato al dito della giovanetta un anello con incisa la parola "Filetus" che fece immaginare a Giovanni Pascoli che fosse il nome del suo promesso sposo mancato poiché la presenza della bambola nel corredo funebre faceva pensare che fosse morta alla vigilia delle nozze non avendo fatto in tempo a donare i suoi giocattoli agli dei per la cerimonia di "addio all'infanzia".
Per l'occasione Pascoli compose una poesia in latino che donò in occasione delle nozze alla figlia dell'onorevole Benzoni, allora ministro della pubblica istruzione e suo amico e protettore in Roma:
at comans summis adiantus undis

nabat. An nocti dederas opacae

spargere crinis?»

## Esposizioni museali
Fin dal ritrovamento la bambola apparve non come un comune giocattolo ma come un'opera d'arte dal viso finemente scolpito, quasi fosse un ritratto, con un'acconciatura tipica della moda romana dei tempi di Marco Aurelio e Faustina minore. Inoltre risaltava l'abilità tecnica dell'artigiano che l'aveva creata nel corpo snodabile con gambe e braccia collegate al tronco con piccoli perni.
La bambola fu trasferita inizialmente nell'Antiquarium comunale, poi nel caveaux dei Musei Capitolini, mentre ora è conservata alla Centrale Montemartini di Roma, dov'era già stata esposta dal 1 giugno 2016 all'8 gennaio 2017.
Dal 22 febbraio al 17 aprile 1983 la bambola fu al centro di una mostra allestita a Palazzo Madama a Torino.